# Martijn Zuijdweg
Martijn Zuijdweg (n. 16 noiembrie 1976, Rotterdam, Țările de Jos) este un înotător olandez, medaliat olimpic. A participat la o ediție a Jocurilor Olimpice (2000) în care a câștigat o medalie de bronz.

## Participări
Lista de mai jos prezintă principalele competiții la care a participat Martijn Zuijdweg de-a lungul carierei.
- swimming at the 2000 Summer Olympics – men's 4 × 200 metre freestyle relay[*]